# Kengaki, Chamarajanagar
Kengaki là một làng thuộc tehsil Chamarajanagar, huyện Chamarajanagar, bang Karnataka, Ấn Độ.